# یواس‌اس بیترباش (ای‌ان-۳۹)
یواس‌اس بیترباش (ای‌ان-۳۹) (به انگلیسی: USS Bitterbush (AN-39)) یک کشتی است که طول آن 194' 7" می‌باشد. این کشتی در سال ۱۹۴۳ ساخته شد.